# Рабеновац
Рабеновац је насеље у Србији у општини Рековац у Поморавском округу. Према попису из 2022. било је 77 становника.

## Историја
До Другог српског устанка Рабеновац се налазио у саставу Османског царства. Након Другог српског устанка Рабеновац улази у састав Кнежевине Србије и административно је припадао Јагодинској нахији и Левачкој кнежини све до 1834. године када је Србија подељена на сердарства.

## Демографија
У насељу Рабеновац живи 104 пунолетна становника, а просечна старост становништва износи 45,6 година (43,9 код мушкараца и 47,8 код жена). У насељу има 58 домаћинстава, а просечан број чланова по домаћинству је 2,21.
Ово насеље је великим делом насељено Србима (према попису из 2002. године).
|  |

| Демографија | Демографија | Демографија |
| Година      | Становника  | Становника  |
| ----------- | ----------- | ----------- |
| 1948.       | 248         |             |
| 1953.       | 234         |             |
| 1961.       | 191         |             |
| 1971.       | 169         |             |
| 1981.       | 146         |             |
| 1991.       | 119         | 107         |
| 2002.       | 128         | 132         |

| Етнички састав према попису из 2002.‍ | Етнички састав према попису из 2002.‍ | Етнички састав према попису из 2002.‍ | Етнички састав према попису из 2002.‍ | Етнички састав према попису из 2002.‍ |
| ------------------------------------ | ------------------------------------ | ------------------------------------ | ------------------------------------ | ------------------------------------ |
|                                      |                                      |                                      |                                      |                                      |
| Срби                                 | Срби                                 |                                      | 127                                  | 99,21%                               |
| непознато                            | непознато                            |                                      | 0                                    | 0,0%                                 |

| Рабеновац у пописима Јагодинске нахије — од 1818. до 1829.                        |       |       |       |       |       |       |          |       |       |       |       |       |
| Година пописа                                                                     | 1818. | 1819. | 1820. | 1821. | 1822. | 1823. | 1824/25. | 1825. | 1826. | 1827. | 1828. | 1829. |
| Куће                                                                              | 12    | 11    | 11    | 11    | 11    | 10    | 11       | 12    | 12    | 12    | 12    | 12    |
| Пореске главе*                                                                    | -     | 14    | 15    | 16    | 15    | 13    | 15       | 14    | 14    | 14    | 13    | 13    |
| Арачке главе**                                                                    | 24    | 27    | 29    | 26    | 25    | 24    | 27       | 29    | 31    | 31    | 30    | 32    |
| *Пореске главе = Ожењени мушкарци \| ** Арачке главе = Мушкарци од 7 до 70 година |       |       |       |       |       |       |          |       |       |       |       |       |

| Година пописа     | 1948. | 1953. | 1961. | 1971. | 1981. | 1991. | 2002. |
| ----------------- | ----- | ----- | ----- | ----- | ----- | ----- | ----- |
| Број домаћинстава | 45    | 46    | 50    | 52    | 46    | 40    | 58    |

| Број чланова      | 1  | 2  | 3 | 4 | 5 | 6 | 7 | 8 | 9 | 10 и више | Просек |
| ----------------- | -- | -- | - | - | - | - | - | - | - | --------- | ------ |
| Број домаћинстава | 25 | 14 | 9 | 6 | 1 | 2 | 1 | 0 | 0 | 0         | 2,21   |

| Пол    | Укупно | Неожењен/Неудата | Ожењен/Удата | Удовац/Удовица | Разведен/Разведена | Непознато |
| ------ | ------ | ---------------- | ------------ | -------------- | ------------------ | --------- |
| Мушки  | 62     | 21               | 30           | 8              | 3                  | 0         |
| Женски | 49     | 4                | 28           | 16             | 1                  | 0         |
| УКУПНО | 111    | 25               | 58           | 24             | 4                  | 0         |

| Пол    | Укупно                    | Пољопривреда, лов и шумарство | Рибарство                            | Вађење руде и камена | Прерађивачка индустрија       |
| ------ | ------------------------- | ----------------------------- | ------------------------------------ | -------------------- | ----------------------------- |
| Мушки  | 17                        | 3                             | 0                                    | 0                    | 10                            |
| Женски | 7                         | 4                             | 0                                    | 0                    | 2                             |
| УКУПНО | 24                        | 7                             | 0                                    | 0                    | 12                            |
| Пол    | Производња и снабдевање   | Грађевинарство                | Трговина                             | Хотели и ресторани   | Саобраћај, складиштење и везе |
| Мушки  | 0                         | 0                             | 0                                    | 0                    | 0                             |
| Женски | 0                         | 0                             | 0                                    | 0                    | 1                             |
| УКУПНО | 0                         | 0                             | 0                                    | 0                    | 1                             |
| Пол    | Финансијско посредовање   | Некретнине                    | Државна управа и одбрана             | Образовање           | Здравствени и социјални рад   |
| Мушки  | 0                         | 0                             | 3                                    | 0                    | 0                             |
| Женски | 0                         | 0                             | 0                                    | 0                    | 0                             |
| УКУПНО | 0                         | 0                             | 3                                    | 0                    | 0                             |
| Пол    | Остале услужне активности | Приватна домаћинства          | Екстериторијалне организације и тела | Непознато            | Непознато                     |
| Мушки  | 1                         | 0                             | 0                                    | 0                    | 0                             |
| Женски | 0                         | 0                             | 0                                    | 0                    | 0                             |
| УКУПНО | 1                         | 0                             | 0                                    | 0                    | 0                             |